# Tropischer Gürtelschweif
Der Tropische Gürtelschweif oder Zwerg-Gürtelschweif (Cordylus tropidosternum) ist eine Art aus der Gattung der Gürtelschweife (Cordylus) innerhalb der Familie der Gürtelechsen (Cordylidae).

## Verbreitung und Herkunft
Die Zwerggürtelschweife kommen überwiegend im südlichen Afrika vor. Zu den Hauptverbreitungsgebieten gehören die Länder Mosambik, Simbabwe, Kenia und Tansania. In den nördlichen Verbreitungsgebieten sind sie auch im Süden Äthiopiens zu finden. Sie bewohnen vorzugsweise Savannen oder trockene Steppengebiete mit buschartiger Vegetation aber auch Hochlandsavannen oder in Küstengebieten. Man findet sie dort häufig im Totholz unter abgestorbenen Baumstämmen.

## Ernährung
Sie sind reine Carnivoren und ernähren sich vorwiegend von Wirbellosen Tieren wie Insekten, Würmer und Käfer.

## Beschreibung und Lebensweise
Der Zwerg-Gürtelschweif erreicht Gesamtlängen bis 18 cm. Die Tiere leben in trockenen Gebieten an oder unter Totholz und Baumstämmen.
Cordylus tropidosternum kommt aus Lebensräumen mit Temperaturschwankungen. Nachtabsenkungen unter 20 °C sind keine Seltenheit.